# Эйткен, Роберт Ингерсолл

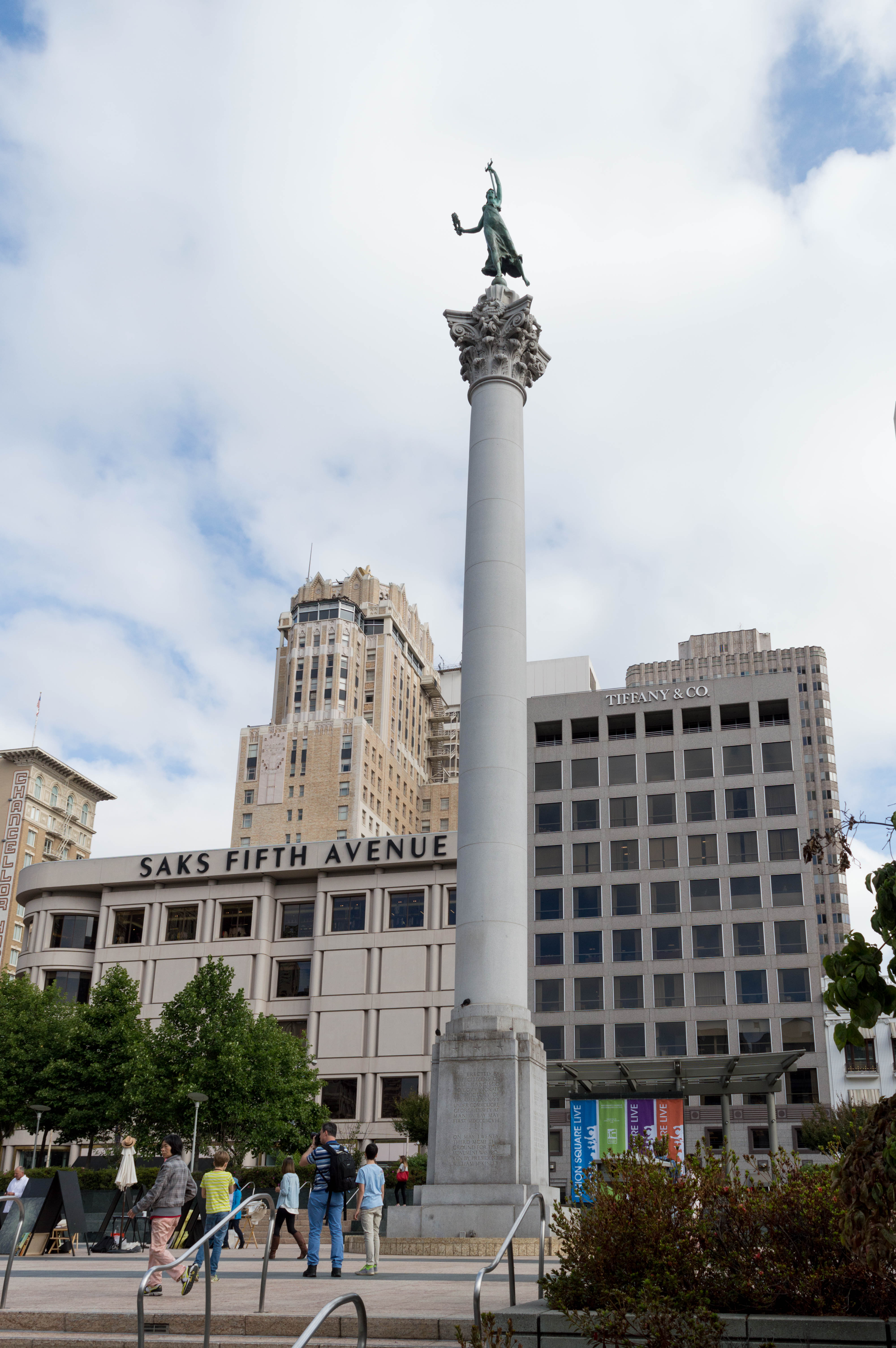
Памятник Джорджу Дьюи

Роберт Ингерсолл Эйткен (англ. Robert Ingersoll Aitken; 8 мая 1878, Сан-Франциско, Калифорния, США — 3 января 1949, Нью-Йорк, США) — американский скульптор и медальер.

## Биография
Окончил художественный институт Сан-Франциско. В 1901—1904 году преподавал в институте. В 1904 году отправился в Париж, где продолжил учёбу. Позже вернулся на родину, поселился Нью-Йорке, где работал преподавателем в Лиге студентов-художников.

## Творчество

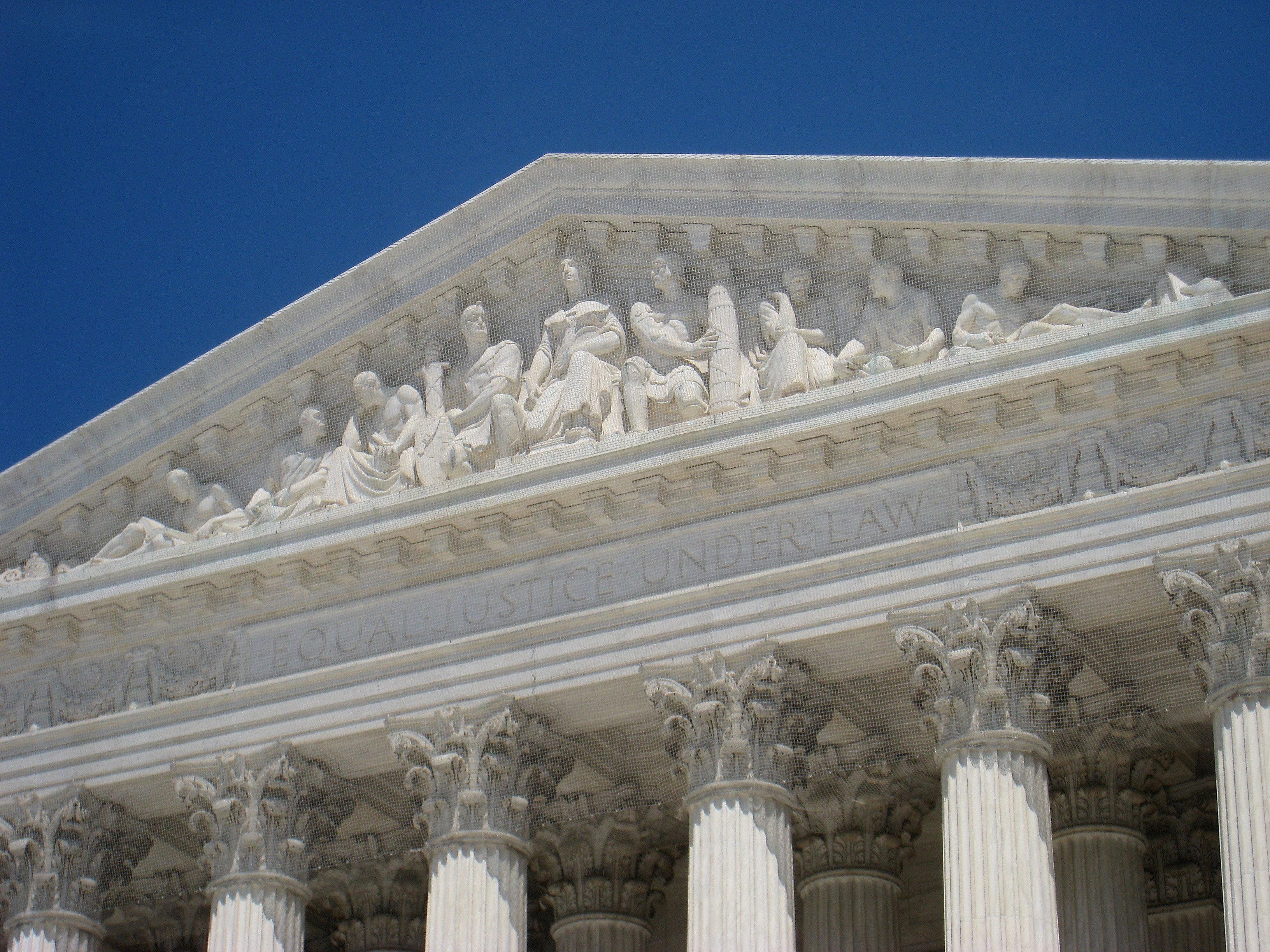
Западный фасад здания Верховного суда США

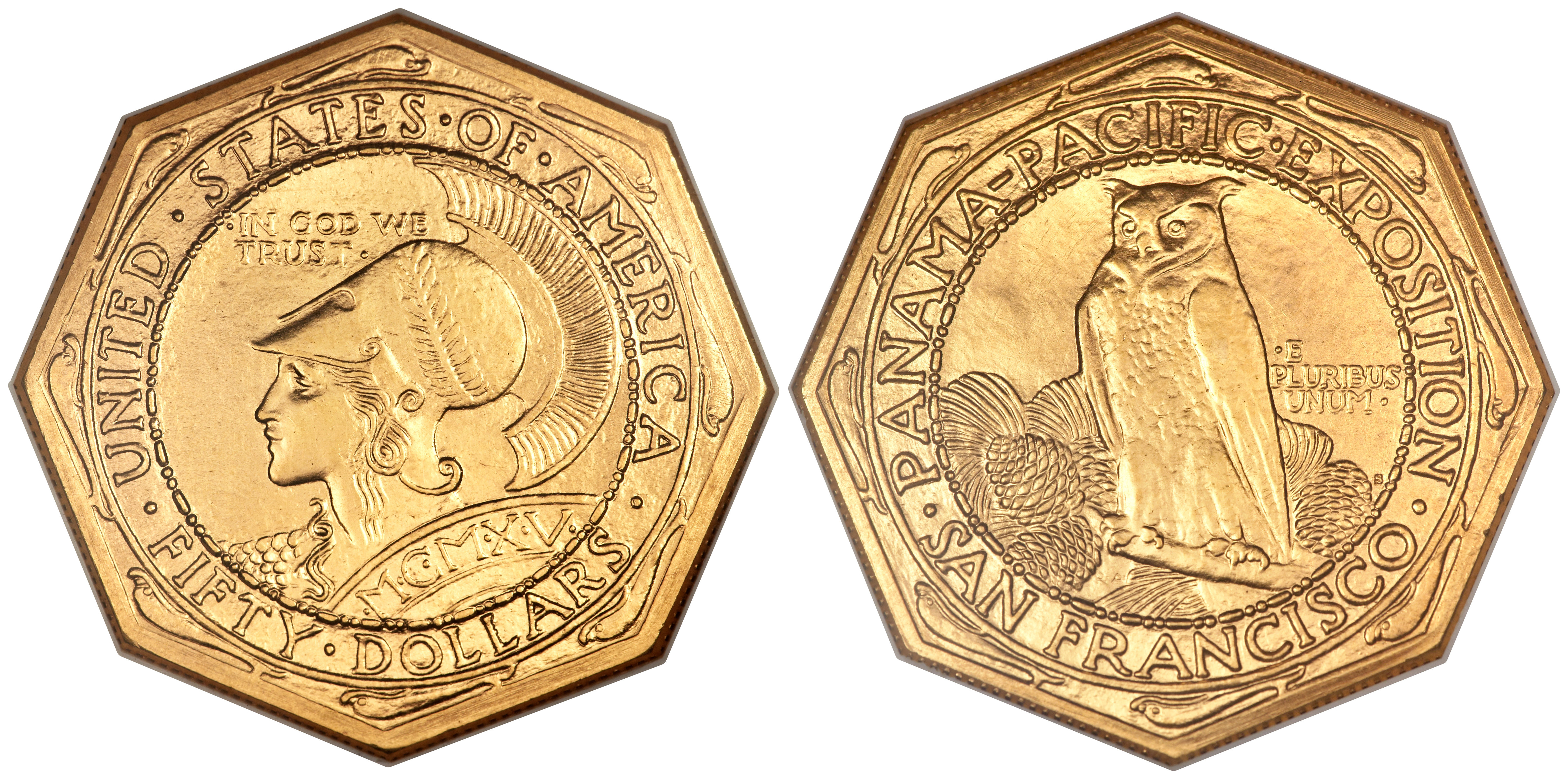
Памятные золотые монеты номиналом 50 долларов, приуроченные к открытию Панамского канала. 1915

Автор ряда монументальных произведений. Одна из самых известных его работ — Западный фасад неоклассического здания Верховного суда США в г. Вашингтон, федеральный округ Колумбия. Скульптурная композиция «Равенство Юстиции и Закона» над входом в здание Верховного суда состоит из девяти фигур, в центре расположена аллегория Свободы.
В Сан-Франциско (Калифорния, США) по его проекту в 1903 году сооружён Памятник Джорджу Дьюи, американскому флотоводцу, единственному человеку в истории, удостоенного высшего воинского звания флота США — адмирала военно-морских сил.
Ему также принадлежат несколько военных скульптур в Вест-Пойнте, Храм музыки в Сан-Франциско, скульптурные работы для Национального музея и мемориала Первой мировой войны в Канзас-Сити (Миссури), «Фонтан Земли» для Панамской тихоокеанской выставки в Сан-Франциско и др.
Кроме того, пользовался успехом как дизайнер монет и медалей. Много работал в медальерном деле, создавая как медали различных организации, так и просто памятные знаки и украшения. Он автор памятных восьмиугольных золотых монет номиналом 50 долларов для Панамо-тихоокеанской выставки 1915 года, а также официальной медали этого мероприятия.
Часто работал в стиле классицизма (с долей ар-нуво).

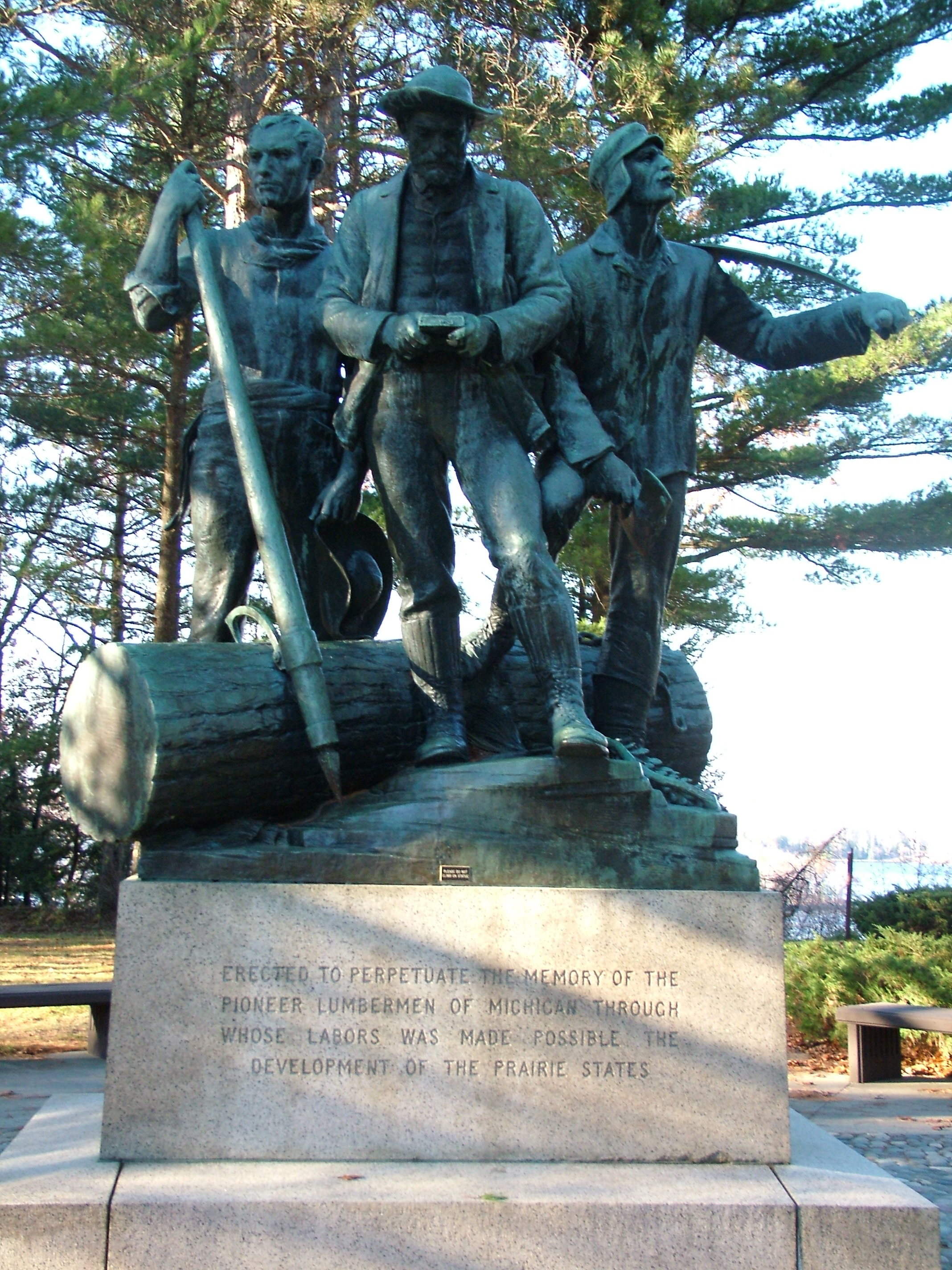
Памятник лесорубу (Мичиган)
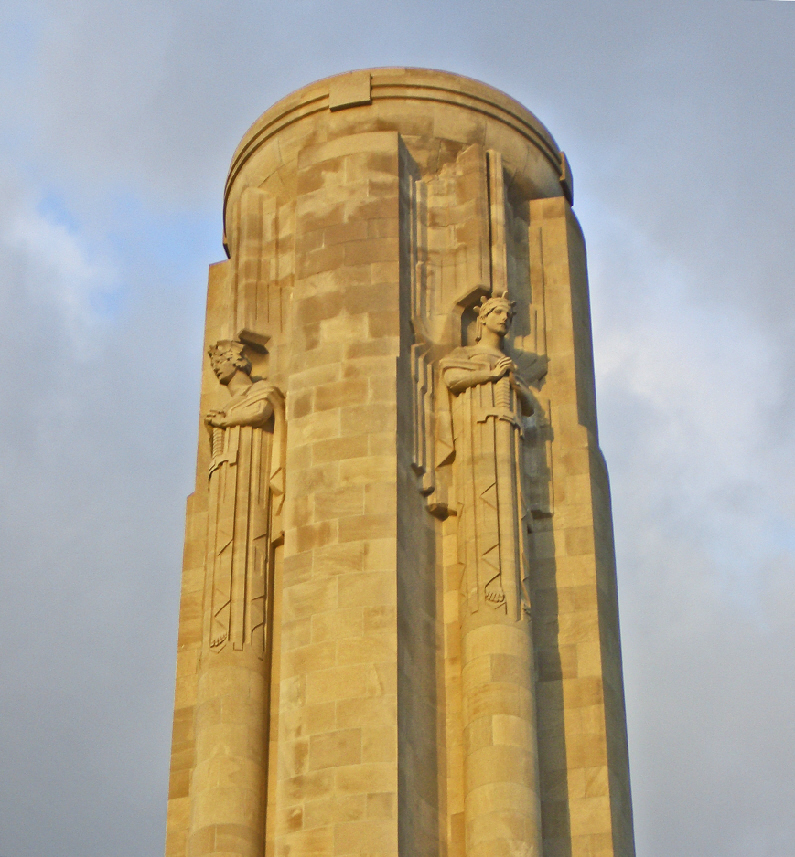
Фрагмент мемориала Свободы в Канзас-Сити (Миссури)
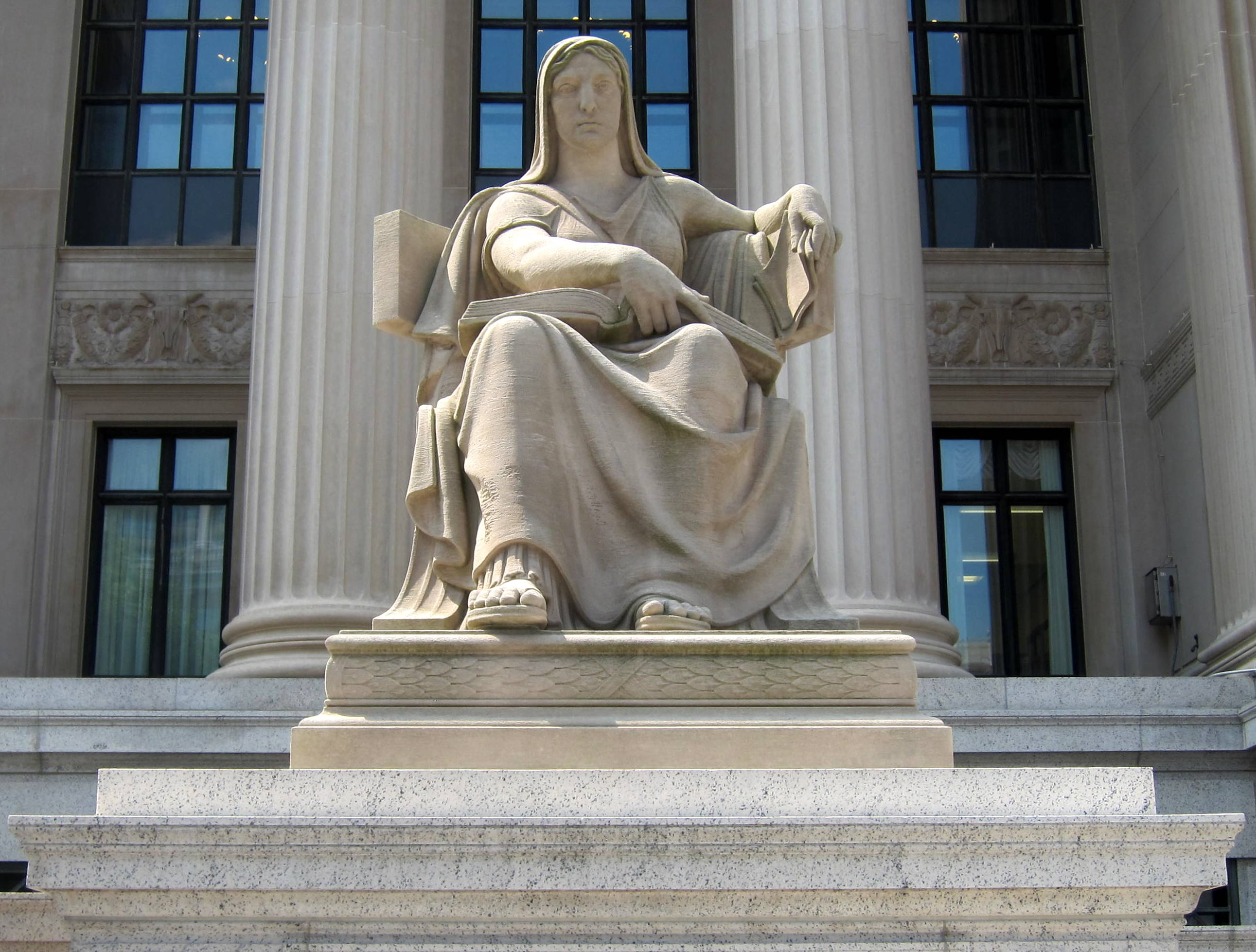
Аллегория «Будущее» перед Национальным управленим архивов и документации (США)
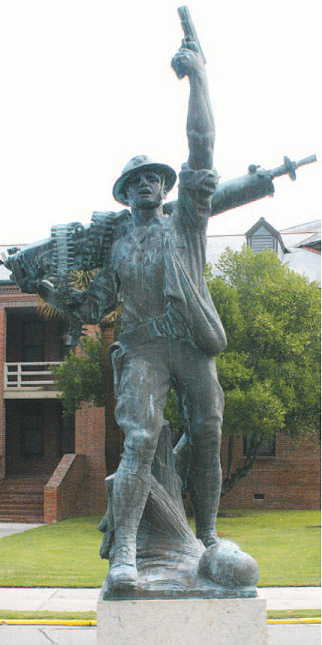
Памятник морской пехоте США (Рекрутское депо морской пехоты Пэррис-Айленд)